# Saison 2016 de l'équipe cycliste Christina Jewelry
La saison 2016 de l'équipe cycliste Christina Jewelry est la quatrième de cette équipe.

## Préparation de la saison 2016

### Arrivées et départs
| Arrivées           | Équipe 2015           |
| ------------------ | --------------------- |
| Moritz Fussnegger  | MLP Bergstrasse       |
| Morten Gadgaard    | CCT-Champion System   |
| Mathias Krigbaum   | Veranclassic-Ekoï     |
| John Mandrysch     | MLP Bergstrasse       |
| Stefan Schumacher  | CCC Sprandi Polkowice |
| Joshua Stritzinger | Rad-net Rose          |
| Frederik Zeuner    |                       |

| Départs          | Équipe 2016             |
| ---------------- | ----------------------- |
| Tim Gebauer      |                         |
| Moritz Schaffner |                         |
| Max Walsleben    | RTS-Santic Racing       |
| Johannes Weber   | Felbermayr Simplon Wels |

## Coureurs et encadrement technique

### Effectif
| Cycliste           | Date de naissance | Nationalité | Équipe 2015             |  |
| ------------------ | ----------------- | ----------- | ----------------------- |  |
| Till Drobisch      | 2 mars 1993       | Namibie     | Stuttgart               |  |
| Arnold Fiek        | 13 octobre 1993   | Allemagne   | Stuttgart               |  |
| Moritz Fussnegger  | 15 février 1996   | Allemagne   | MLP Bergstrasse         |  |
| Morten Gadgaard    | 22 mai 1991       | Danemark    | CCT-Champion System     |  |
| Kai Kautz          | 5 novembre 1987   | Allemagne   | Stuttgart               |  |
| Mathias Krigbaum   | 3 février 1995    | Danemark    | Veranclassic-Ago (2016) |  |
| Georg Loef         | 22 juin 1994      | Allemagne   | Stuttgart               |  |
| John Mandrysch     | 18 octobre 1996   | Allemagne   | MLP Bergstrasse         |  |
| Florian Nowak      | 26 janvier 1995   | Allemagne   | Stuttgart               |  |
| Julian Schulze     | 9 janvier 1995    | Allemagne   | Stuttgart               |  |
| Stefan Schumacher  | 21 juillet 1981   | Allemagne   | CCC Sprandi Polkowice   |  |
| Joshua Stritzinger | 6 décembre 1995   | Allemagne   | Rad-net Rose            |  |
| Frederik Zeuner    | 17 août 1995      | Danemark    |                         |  |

## Bilan de la saison

### Victoires
| Date       | Course                                     | Pays    | Classe | Vainqueur         |
| ---------- | ------------------------------------------ | ------- | ------ | ----------------- |
| 05/02/2016 | Championnat de Namibie du contre-la-montre | Namibie | CN     | Till Drobisch     |
| 10/04/2016 | Classement général du Tour du Maroc        | Maroc   | 2.2    | Stefan Schumacher |